# سایوز۹
سایوز-۹ (به روسی: Союз ۹) (به معنای اتحاد ۹) یک مأموریت فضایی سازمان فضایی شوروی بود. این مأموریت به خاطر شکستن رکورد طولانی‌ترین پرواز فضایی در آن زمان بسیار حائز اهمیت است. فضانوردان این مأموریت حدوداً ۱۸ روز (۴۲۴ ساعت) را در مدار چرخیدند تا رکورد ۱۳ روزهٔ آمریکایی‌ها در مأموریت جمینی-۷ که ۵ سال در اختیار آن‌ها بود را بشکنند. البته این رکورد به عنوان مدت پرواز فضاپیمای تکی همچنان باقیست. همچنین سایوز-۹ آخرین پرواز فضاپیمای نسل اول سایوز7K-OK و همچنین اولین پرتاب فضایی سرنشین دار در شب محسوب می‌شود.
استقامت ۱۸ روزه فضانوردان در سایوز-۹ باعث به دست آمدن نتایج چشمگیری برای روس‌ها شد. آن‌ها بعد از این مأموریت راه خود برای برپایی اولین ایستگاه فضایی خود یعنی سالیوت را هموار می‌دیدند. همچنین فضانوردان توانستند تأثیرات بلند مدت بی وزنی بر روی خود را به‌طور دقیق متوجه شوند. به طوری که بعد از فرود فضاپیما آن‌ها نمی‌توانستند تا چند روز روی پاهای خود بایستند و در زمان ورود دوباره به جو زمین و هنگام چرخش‌های فضاپیما دچار گیجی شده بودند. در نتیجه طرح ورزش روزانه در ایستگاه‌های فضایی را در همان زمان مطرح شده و مورد مطالعه قرار گرفت.
فضانوردان در این مأموریت دست به کارهای جالبی زدند. آن‌ها ۲ بار با خانواده خود به صورت زنده صحبت کردند، در یک انتخابات روسیه رای دادند، با واحد کنترل خود در زمین نخستین بازی شطرنج انجام شده از فضا (این بازی) را انجام دادند و چند بازی جام جهانی فوتبال ۱۹۷۰ را تماشا کردند.

## خدمه مأموریت

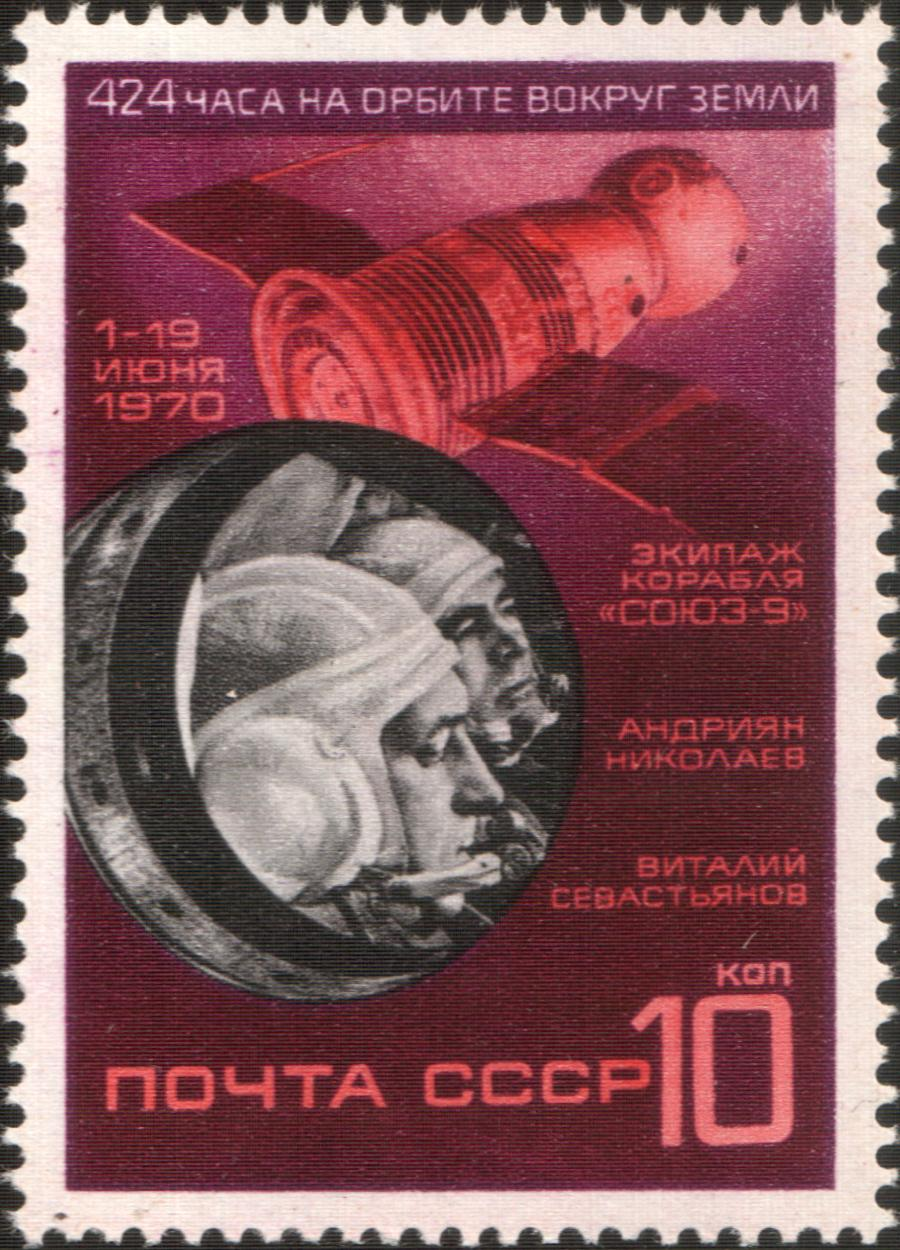
تصاویر فضانوردان بر روی تمبر

| شماره | نام               | ملیت               | تعداد پرواز | نقش عملیاتی | تصویر |
| ۱     | آندریان نیکولایف  | اتحاد جماهیر شوروی | ۲           | فرمانده     |       |
| ۲     | ویتالی سواستیانوف | اتحاد جماهیر شوروی | ۱           | مهندس پرواز |       |